# Antony and the Johnsons
Antony and the Johnsons foi uma banda norte-americana liderada por Anohni.
Em 2005 a banda alcançou grande sucesso com I Am a Bird Now, álbum que contou com os contributos de músicos como Lou Reed, Boy George, Rufus Wainwright e Devendra Banhart. A banda conquistou com este álbum o Mercury Prize.

## Discografia
Álbuns
- 1999 - Antony and the Johnsons
- 2005 - I Am a Bird Now
- 2009 - The Crying Light
- 2010 - Swanlights[6]

EPs
- 2001 - I Fell in Love with a Dead Boy
- 2004 - The Lake
- 2005 - Hope There's Someone
- 2005 You Are My Sister
- 2008 - Another World
- 2010 - Thank You for Your Love
- 2011 - Swanlights